# Shantel
Shantel, hivatalos nevén Stefan Hantel (Mannheim, 1968. március 2. –) német producer és DJ, menekült bukovinai németek leszármazottja. Ismert cigány fúvószenekarokkal dolgozik együtt, és leginkább arról ismert, hogy tradicionális balkáni zenéket dolgoz fel elektronikus zenévé.

## Pályafutása
DJ karrierjét Frankfurtban kezdte. A közönség lelkesedése, amellyel a cigány fúvószenekarok (például a Fanfare Ciocărlia) és a trombitás Boban Marković zenéjét fogadta, arra ösztönözte Shantelt, hogy elektronikusan feldolgozott balkáni cigányzenét is játsszon. Népszerű DJ-estjének, a Bucovina Clubnak a zenéiből két lemezt is összeállított és kiadott saját Essay kiadója gondozásában, és ezzel 2006-ban a BBC Radio 3 egyik világzenei díját is elnyerte.
Egyike volt azoknak a DJ-knek, akik feldolgozták a Taraf de Haidouks és a Kočani Orkestar zenéit a belga Crammed Discs által kiadott Electric Gypsyland válogatáslemezeken. Shantel következő albumát is ez a kiadó adta ki. Törökországban azután vált népszerűvé, hogy a Disko Partizani klipjét Isztambulban forgatta. Azonos nevű 2007-es albuma valamelyest eltér a Bucovina Club techno hangzásától, és inkább a zene balkáni gyökereire koncentrál.

## Fordítás
- Ez a szócikk részben vagy egészben a Shantel című angol Wikipédia-szócikk ezen változatának fordításán alapul.  Az eredeti cikk szerkesztőit annak laptörténete sorolja fel. Ez a jelzés csupán a megfogalmazás eredetét és a szerzői jogokat jelzi, nem szolgál a cikkben szereplő információk forrásmegjelöléseként.

## Külső hivatkozások
- Bucovina Club - DJ Shantel hivatalos honlap[halott link]